# 郑纬民
郑纬民（1946年3月—），男，浙江宁波人，中国计算机系统结构专家，清华大学教授、清华大学高性能计算研究所所长。

## 生平
郑纬民1970年毕业于清华大学自动控制系，1982年获硕士学位。1985-1986年曾在美国纽约州立大学石溪分校从事分布式操作系统研究。1989-1991年曾在英国南安普敦大学从事函数语言并行编译系统研究。 现任职中国计算机学会理事长、中国计算机学会学术工会主任等。

## 学术成就
郑纬民曾获中国国家科技进步一等奖1项，部级科技进步奖6项。主要研究方向为集群计算机、CPU设计、网格计算、高性能存储、并行处理与分布计算机系统、面向AI体系结构以及说明性语言的编译方法和程序开发环境等。网络存储方面，研制成功“高可扩展海量存储网络系统TH-MSNS”。
郑纬民编写了多种计算机学教材，如《高等计算机系统结构》，《计算机系统结构》，《函数程序设计语言 - 计算模型、编译技术和体系结构》等；还翻译了国际知名教材《计算机组成和设计硬件/软件接口》，《计算机系统结构：一种定量的方法》等。
2006年11月，郑纬民被确认为第21届ACM SOSP（Symposium on Operating Systems Principles）程序委员会委员，成为自1967年SOSP创办以来，首个担任SOSP程序委员会委员的亚洲学者。ACM SOSP和USENIX OSDI同为计算机系统研究领域最高级别的两个会议。 